# Rhampholeon viridis
Rhampholeon viridis är en ödleart som beskrevs av  Jean Mariaux och TILBURY 2006. Rhampholeon viridis ingår i släktet Rhampholeon och familjen kameleonter. Inga underarter finns listade i Catalogue of Life.